# Michael Parks
Michael Parks, właśc. Harry Samuel Parks (ur. 24 kwietnia 1940 w Corona w Kalifornii, zm. 9 maja 2017 w Los Angeles) – amerykański aktor filmowy i telewizyjny, piosenkarz.

## Życiorys

### Wczesne lata
Urodził się jako Harry Samuel Parks, był synem kierowcy ciężarówki. Jako nastolatek porzucił szkołę i imał się różnych zajęć. W wieku lat piętnastu po raz pierwszy się ożenił, związek ten jednak nie przetrwał długo. Drugą małżonkę, Jan Moriarty, poślubił w 1964; tego samego roku kobieta zmarła. Od 1969 był żonaty z Carolyn. Miał czwórkę dzieci, w tym syna Jamesa (ur. 1968), także aktora.

### Kariera aktorska
Karierę aktorską rozpoczął na początku lat sześćdziesiątych. Początkowo grywał epizody w serialach telewizyjnych, w 1966 r. wystąpił jednak w przełomowej dla siebie roli – w epickim dramacie religijnym Biblia (The Bible: In the Beginning) wcielił się w postać Adama. Jeszcze tego samego roku zdobył nominację do nagrody Golden Laurel w kategorii nowa twarz – aktor. W latach 1969–70 był już gwiazdą przygodowego serialu NBC Then Came Bronson jako Jim Bronson.
Ogółem wystąpił w ponad stu filmach kinowych i video oraz projektach telewizyjnych. Najbardziej znany pozostaje ze współpracy z Quentinem Tarantino i Robertem Rodriguezem; w samej tylko roli Earla McGrawa, szeryfa z Teksasu, wystąpił w filmach Kill Bill (2003) i Grindhouse Vol. 1: Death Proof (Death Proof, 2007) Tarantino oraz Od zmierzchu do świtu (From Dusk Till Dawn, 1996) i Grindhouse Vol. 2: Planet Terror (Planet Terror, 2007) Rodrigueza. W 2014 stworzył kreację seryjnego mordercy Howarda Howe’a w horrorze Kevina Smitha Kieł.

### Kariera muzyczna
Dzięki wytwórni MGM Records nagrał albumy, w tym Closing the Gap (1969) i Long Lonesome Highway (1970). Wydał singel „Long Lonesome Highway”, który posłużył jako temat wieńczący serial Then Came Bronson. Ów utwór uplasował się na pozycjach #20 notowania Billboard Hot 100 i #41 zestawienia Billboard Hot Country Songs.

## Filmografia

### Filmy fabularne
| Rok  | Tytuł                                                                               | Rola                               | Reżyser                   |
| ---- | ----------------------------------------------------------------------------------- | ---------------------------------- | ------------------------- |
| 1965 | Wild Seed                                                                           | Fargo                              | Brian G. Hutton           |
| 1965 | Bus Riley's Back in Town                                                            | Bus Riley                          | Harvey Hart               |
| 1966 | Biblia (The Bible: In the Beginning)                                                | Adam                               | John Huston               |
| 1966 | Idol (The Idol)                                                                     | Marco                              | Daniel Petrie             |
| 1967 | Happening (The Happening)                                                           | Sureshot                           | Elliot Silverstein        |
| 1967 | Uciekinier (Stranger on the Run)                                                    | Vincent McKay                      | Don Siegel                |
| 1973 | Between Friends                                                                     | Tony                               | Donald Shebib             |
| 1976 | Pojedynek po latach (The Last Hard Men)                                             | szeryf Noel Nye                    | Andrew V. McLaglen        |
| 1976 | The Savage Bees                                                                     | dr Jeff DuRand                     | Bruce Geller              |
| 1977 | Murder at the World Series                                                          | Larry Marshall                     | Andrew V. McLaglen        |
| 1977 | Escape from Bogen County (TV)                                                       | Jack Kern                          | Steven Hilliard Stern     |
| 1977 | Sidewinder 1                                                                        | J.W. Wyatt                         | Earl Bellamy              |
| 1977 | Prywatne akta Hoovera (The Private Files of J. Edgar Hoover)                        | Robert F. Kennedy                  | Larry Cohen               |
| 1978 | Love and the Midnight Auto Supply                                                   | Duke                               | James Polakof             |
| 1978 | Rainbow                                                                             | Roger Edens                        | Jackie Cooper             |
| 1979 | The Evictors                                                                        | Ben Watkins                        | Charles B. Pierce         |
| 1979 | Steiner – Żelazny krzyż 2 (Breakthrough)                                            | sierżant Anderson                  | Andrew V. McLaglen        |
| 1979 | Akcja na Morzu Północnym (North Sea Hijack)                                         | Harold Shulman                     | Andrew V. McLaglen        |
| 1981 | M jak morderca (Dial M for Murder, TV)                                              | Max Halliday                       | Boris Sagal               |
| 1981 | Kraj dla twardzieli (Hard Country)                                                  | Royce                              | David Greene              |
| 1982 | Savannah Smiles                                                                     | porucznik Savage                   | Pierre De Moro            |
| 1986 | Powrót Joseya Walesa (The Return of Josey Wales)                                    | Josey Wales                        | Michael Parks             |
| 1988 | Gorączka Arizony (Arizona Heat)                                                     | Larry Kapinski                     | John G. Thomas            |
| 1989 | Nightmare Beach                                                                     | Doc Willet                         | Umberto Lenzi             |
| 1989 | Zimny gniew (Caged Fury)                                                            | Pan Collins (także producent)      | Bill Milling              |
| 1990 | Zbrodnia w China Lake (The China Lake Murders)                                      | oficer Donnelly                    | Alan Metzger              |
| 1991 | Zabójca (The Hitman)                                                                | detektyw Ronny „Del” Delany        | Aaron Norris              |
| 1994 | Życzenie śmierci 5 (Death Wish V: The Face of Death)                                | Tommy O’Shea                       | Allan A. Goldstein        |
| 1996 | Od zmierzchu do świtu (From Dusk Till Dawn)                                         | Earl McGraw                        | Robert Rodriguez          |
| 1997 | Niagara, Niagara                                                                    | Walter                             | Bob Gosse                 |
| 1997 | Kłamca (Deceiver)                                                                   | dr Banyard                         | Jonah Pete, Josh Pete     |
| 1998 | Niedobra (Wicked)                                                                   | detektyw Boland                    | Michael Steinberg         |
| 1999 | Od zmierzchu do świtu 3: Córka kata (From Dusk Till Dawn 3: The Hangman's Daughter) | Ambrose Bierce                     | P.J. Pesce                |
| 2000 | Pogromca byków (Bullfighter)                                                        | Cordobes                           | Rune Bendixen             |
| 2003 | Kill Bill: Volume 1                                                                 | Earl McGraw                        | Quentin Tarantino         |
| 2004 | Kill Bill: Volume 2                                                                 | Earl McGraw / Esteban Vihaio       | Quentin Tarantino         |
| 2006 | The Listening                                                                       | James Wagley                       | Giacomo Martelli          |
| 2007 | Grindhouse: Planet Terror (Planet Terror)                                           | Earl McGraw                        | Robert Rodriguez          |
| 2007 | Grindhouse: Death Proof (Death Proof)                                               | Earl McGraw                        | Quentin Tarantino         |
| 2007 | El Muerto                                                                           | szeryf Stone                       | Brian Cox                 |
| 2007 | Zabójstwo Jesse’ego Jamesa przez tchórzliwego Roberta Forda                         | Henry Craig                        | Andrew Dominik            |
| 2008 | Szlachetne pobudki (Noble Things)                                                   | Pete Collins                       | Dan McMellen, Brett Moses |
| 2010 | As w rękawie 2: Bal zabójców (Smokin’ Aces 2: Assassins' Ball)                      | Fritz Tremor                       | P.J. Pesce                |
| 2011 | Czerwony stan (Red State)                                                           | pastor Abin Cooper                 | Kevin Smith               |
| 2012 | Operacja Argo (Argo)                                                                | Jack Kirby                         | Ben Affleck               |
| 2012 | Django (Django Unchained)                                                           | LeQuint Dickey Mining Co. Employee | Quentin Tarantino         |
| 2013 | We Are What We Are                                                                  | Doc Barrow                         | Jim Mickle                |
| 2014 | Kieł (Tusk)                                                                         | Howard Howe                        | Kevin Smith               |
| 2016 | Dziedzictwo krwi (Blood Father)                                                     | kaznodzieja                        | Jean-François Richet      |
| 2016 | Greater                                                                             | Leo                                | David Hunt                |
| 2017 | Hostiles                                                                            |                                    | Scott Cooper              |

### Seriale TV
| Rok       | Tytuł                                                         | Rola                        | Uwagi                                  |
| --------- | ------------------------------------------------------------- | --------------------------- | -------------------------------------- |
| 1958      | Alfred Hitchcock przedstawia (Alfred Hitchcock Presents)      | Skip Baxter                 | odc.: "The Cadaver"                    |
| 1961      | The Law and Mr. Jones                                         | Mike Enslow                 | odc.: "One by One"                     |
| 1961      | Nietykalni (The Untouchables)                                 | Tommy--Elevator Operator    | odc.: "Testimony of Evil"              |
| 1961      | The Asphalt Jungle                                            | Ty                          | odc.: "The Sniper"                     |
| 1962      | Gunsmoke                                                      | Park                        | odc.: "The Boys"                       |
| 1962      | Target: The Corruptors                                        | Rocky Kustak                | odc.: "Nobody Gets Hurt"               |
| 1962      | Stoney Burke                                                  | Tack Reynolds               | odc.: "The Mob Riders"                 |
| 1963      | Spotkanie z Alfredem Hitchcockiem (The Alfred Hitchcock Hour) | dr Daniel Dana              | odc.: "Diagnosis: Danger"              |
| 1963      | The Greatest Show on Earth                                    | Cristos                     | odc.: "The Hanging Man"                |
| 1963      | Perry Mason                                                   | Cal Leonard                 | odc.: "The Case of the Constant Doyle" |
| 1963      | Arrest and Trial                                              | Gregory Wade                | odc.: "We May Be Better Strangers"     |
| 1963–1964 | Channing                                                      | Dante Donati                | 2 odcinki                              |
| 1964      | Route 66                                                      | Tank                        | odc.: "Cries of Persons Close to One"  |
| 1969–1970 | Then Came Bronson                                             | Jim Bronson                 | 26 odcinków                            |
| 1986–1988 | McCall (The Equalizer)                                        | Jonathan Grey / Logan       | 2 odcinki                              |
| 1975      | Ulice San Francisco (The Streets of San Francisco)            | Jack Marlin                 | odc.: "Men Will Die"                   |
| 1987      | Dynastia Colbych (The Colbys)                                 | Phillip Colby / Hoyt Parker | 12 odcinków                            |
| 1989      | Napisała: Morderstwo (Murder, She Wrote)                      | Ben Aaron                   | odc.: "Prediction: Murder"             |
| 1990–1991 | Miasteczko Twin Peaks                                         | Jean Renault                | 5 odcinków                             |
| 1993      | SeaQuest                                                      | George Le Chein             | odc.: "To Be or Not to Be"             |
| 1996–1999 | Strażnik Teksasu (Walker Texas Ranger)                        | major Caleb Hooks           | 2 odcinki                              |

## Dyskografia

### Albumy
- 1969: Closing The Gap (MGM)
- 1970: Long Lonesome Highway (MGM)
- 1970: Blue (MGM)
- 1970: Lost & Found  (Verve)
- 1971: Best Of Michael Parks (MGM)
- 1981: You Don’t Know Me  (First American)
- 1988: Coolin' Soup (Listen)
- 2011: The Red State Sessions (SModcast)

### Single
- 1970: „Long Lonesome Highway/Mountain High” (MGM K 14104)
- 1970: „Big „T” Water/Won't You Ride In My Little Red Wagon” (MGM K 14363)
- 1970: „Tie Me To Your Apron Strings Again” (MGM K 14092)
- 1970: „Sally/Spend A Little, Save A Little, Give A Little Away” (MGM K 14154)